# Dichotomanthes
Dichotomanthes — монотиповий рід фанерогамних рослин родини розоцвітих. Його єдиний вид : Dichotomanthes tristaniaecarpa, походить з Китаю.

## Опис
Це кущ або невелике дерево, що досягає 2-7 м у висоту. Гілочки від сірувато-коричневого до сірувато-чорного в старості; пагони яйцеподібні, спочатку опушені, поступово голі, верхівка тупа або ± загострена. Черешок 4-6 мм, товстий, щільно опушений жовтувато-білий; прилистки опадаючі, ниткоподібні, лопаті від еліптичних до видовжено-ланцетних, іноді обернено-яйцеподібні або зворотноланцетні, 3-6 × 1,5-2,5 см, з бічними жилками по 7-12 пар, нижня сторона густо-повстисто-жовтувато-біла. Суцвіття 2-5 × 3-6 мм, хребти та квітконіжки опушено-жовтувато-білі; приквітки листопадні, ланцетні, плівчасті. Квітконіжка 1-3 мм. Квітки 5-9 мм в діаметрі. Пелюстки білі, 3-4 мм. Плід червоний, циліндричний 5-7 мм, твердий. Ет квітень-травень о. серпень листопад. 

## Поширення
Він зустрічається в змішаних вічнозелених лісах, на узліссях, на схилах, на висоті 1300-2500 метрів у провінціях Сичуань і Юньнань Китаю.

## Таксономія
Dichotomanthes tristaniaecarpa був описаний Вільгельмом Сульпіцом Курцем і опублікований у Journal of Botany, British and Foreign 11(127): 195, у 1873 році.  

## Галерея

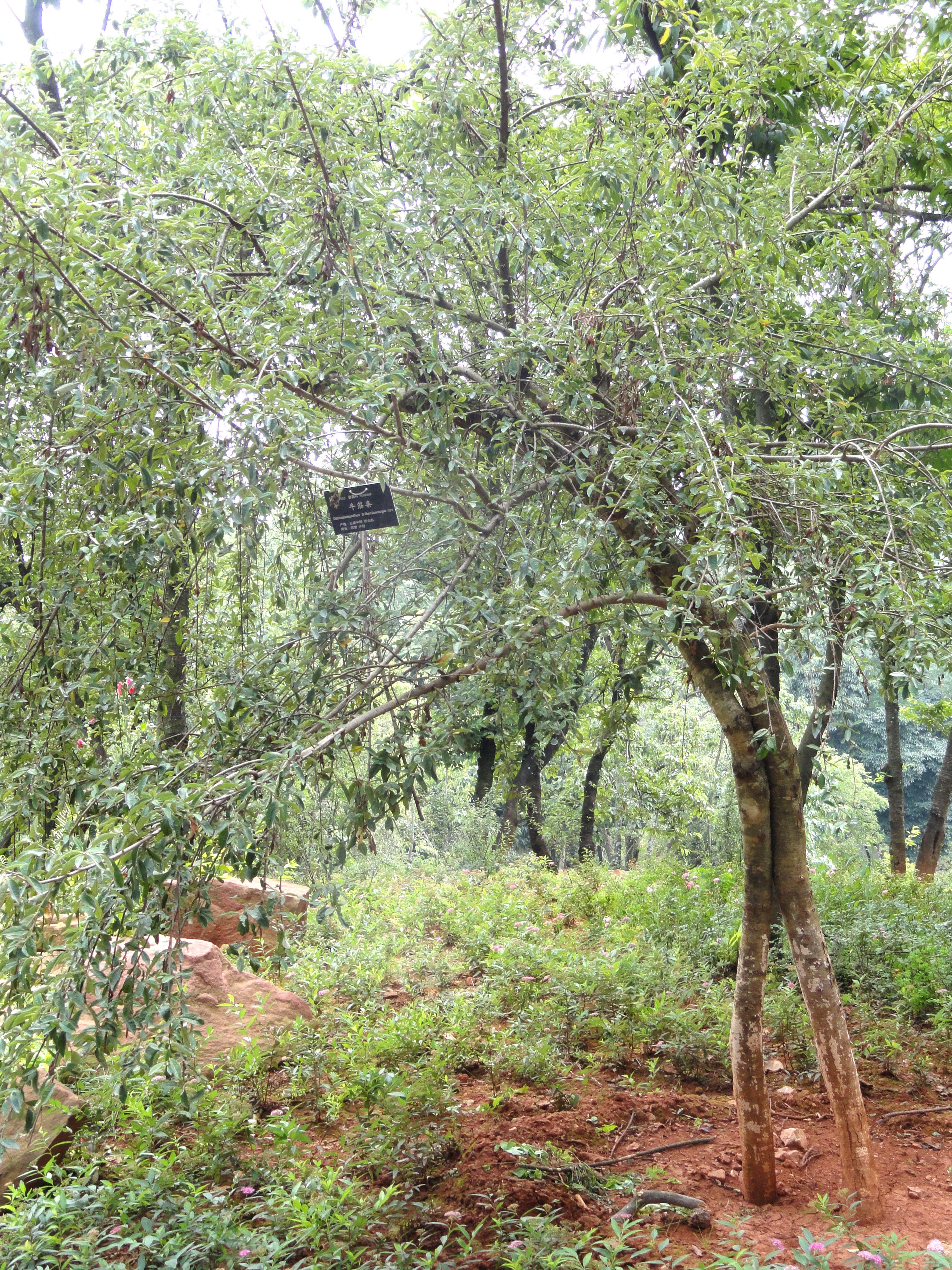
Дерево
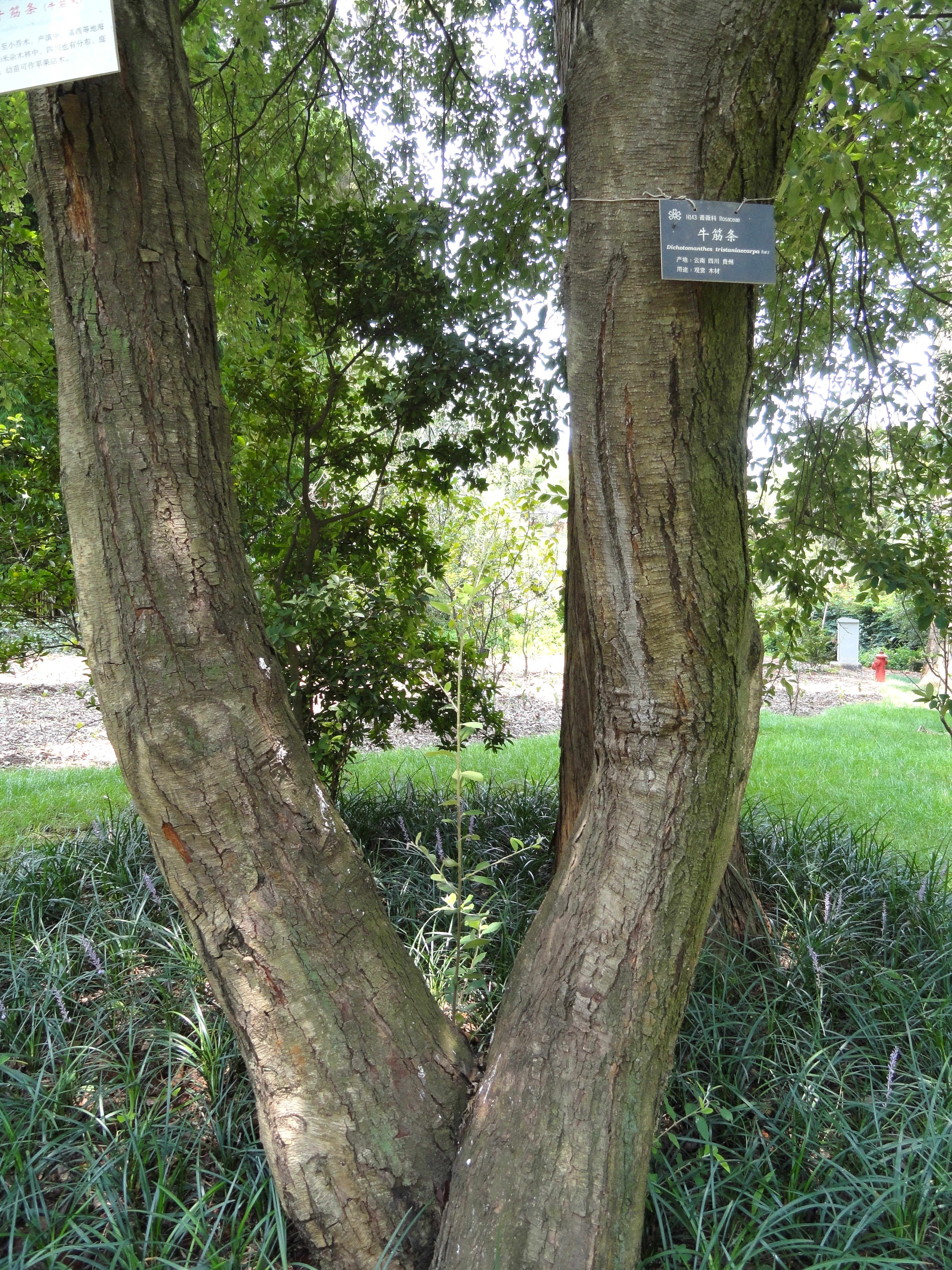
Стовбур
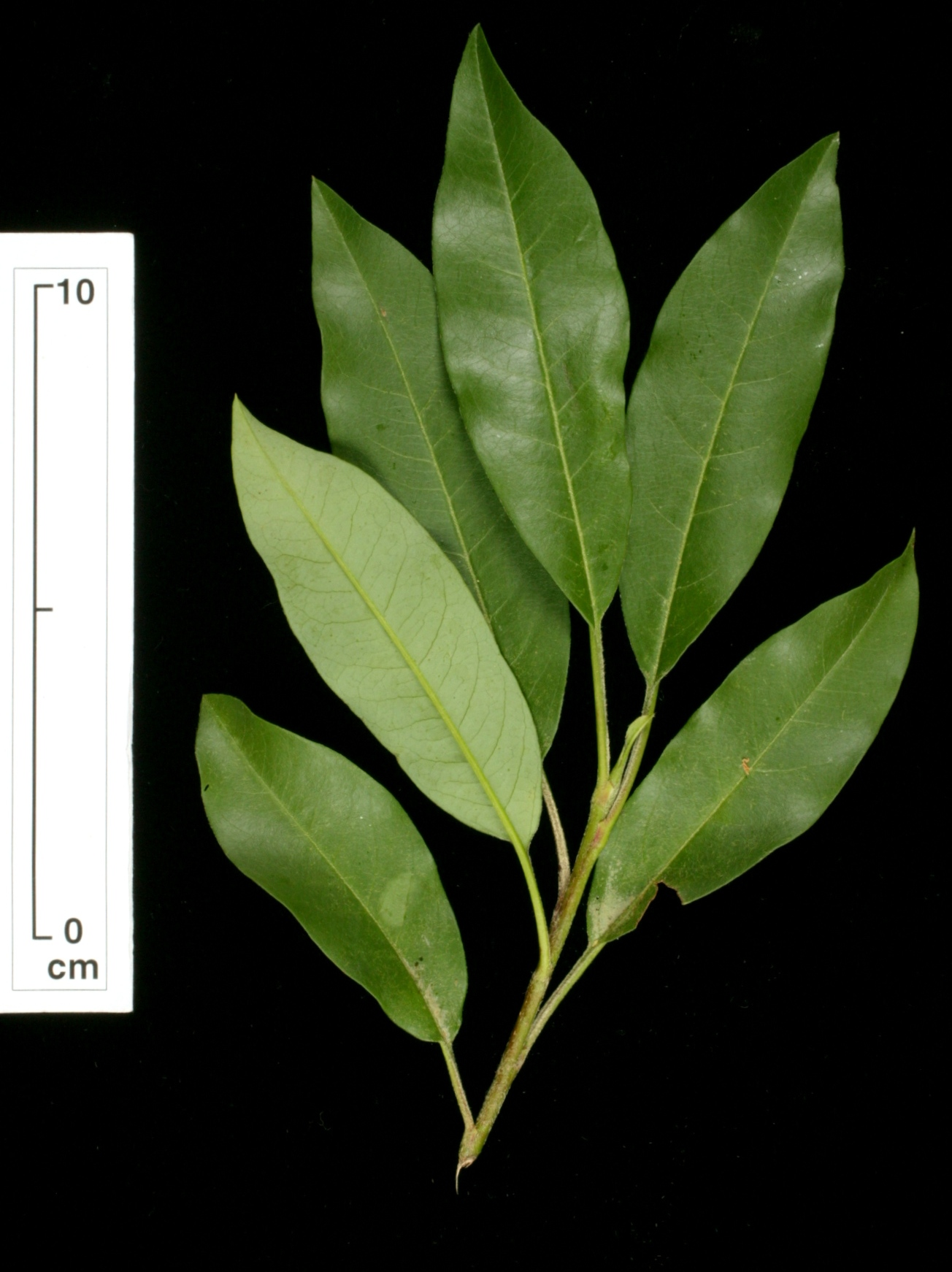
Листя
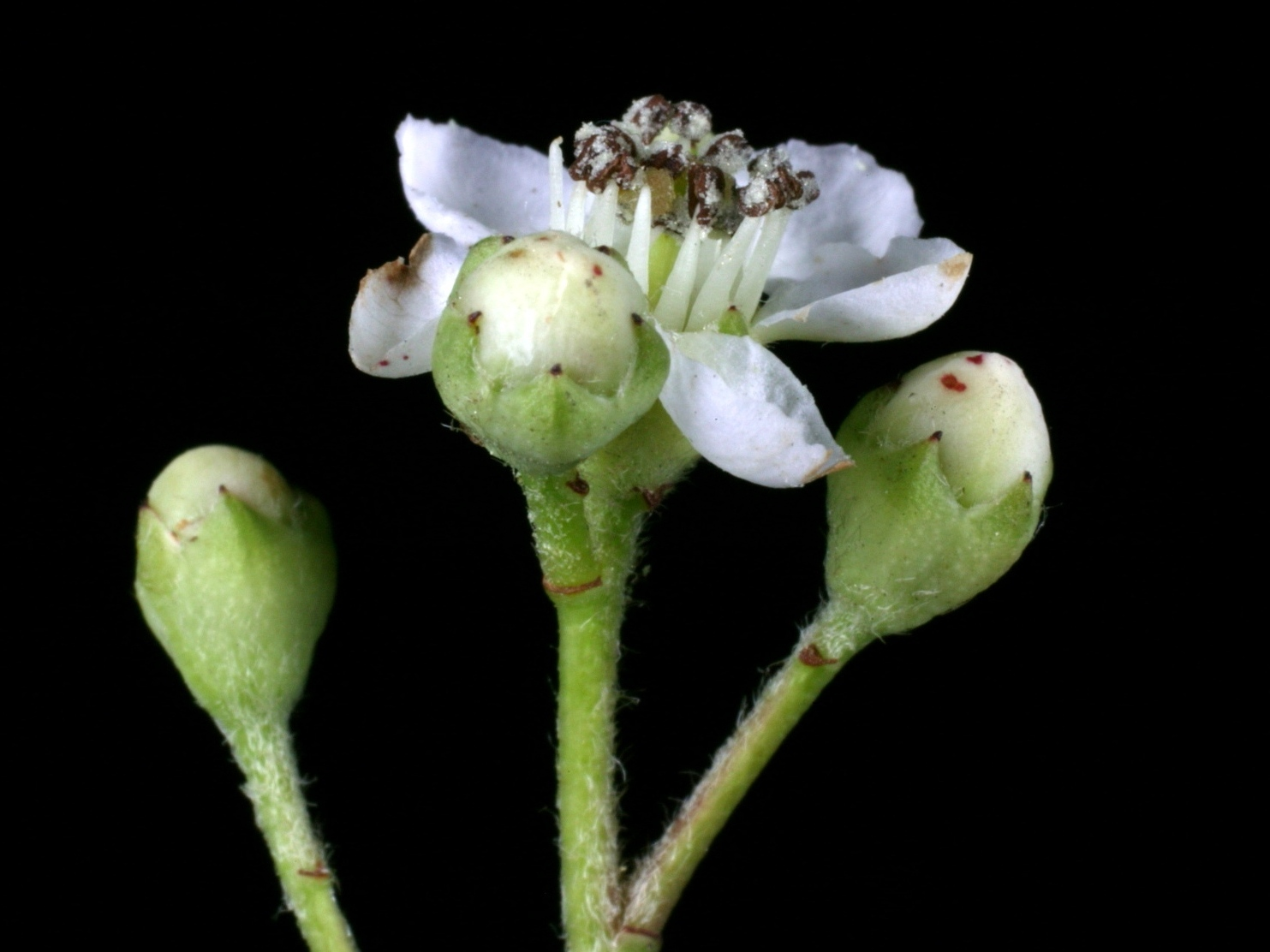
Бутони
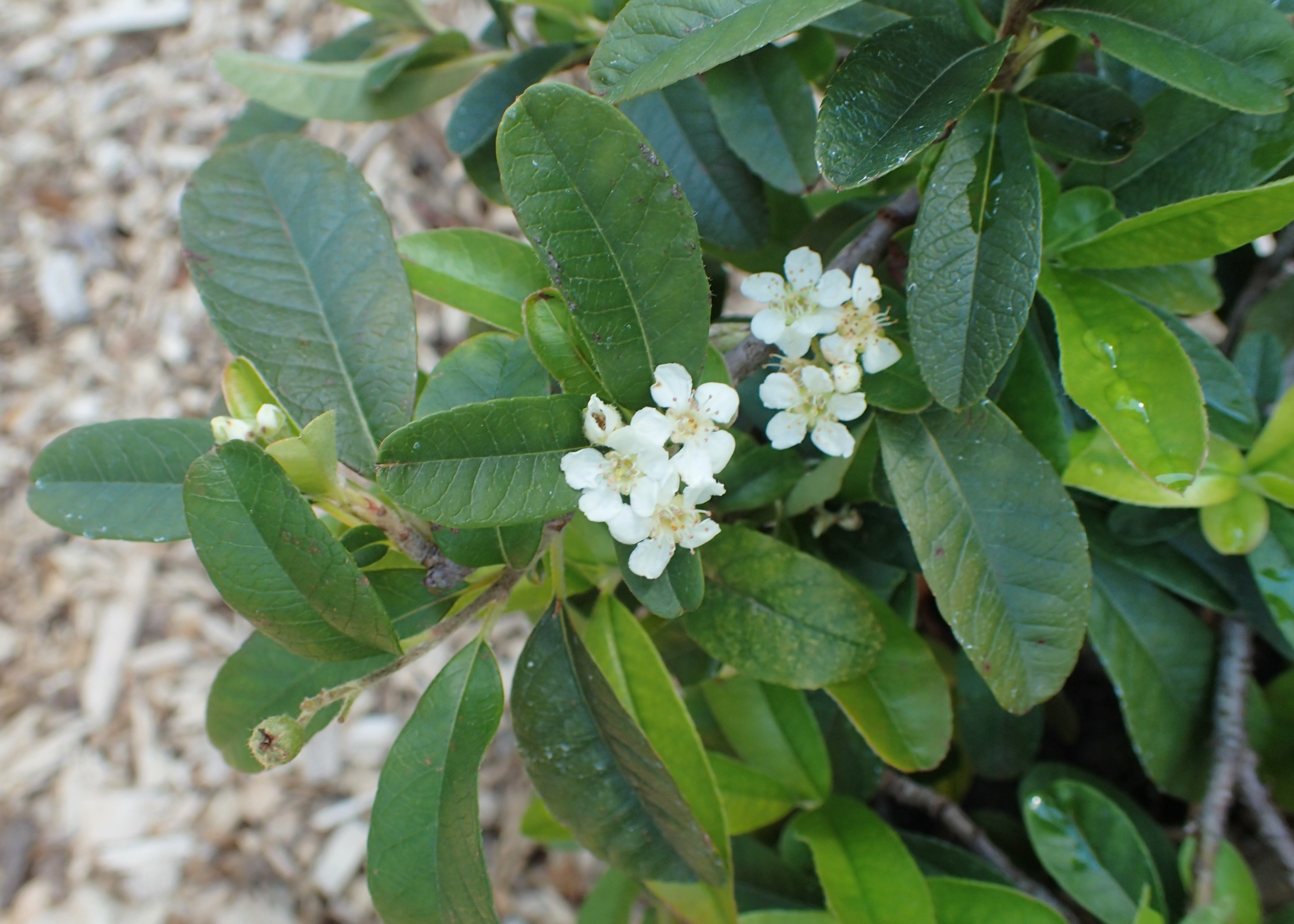
Квіти